# 杉本弘蔭
杉本 弘蔭（すぎもと　ひろかげ、1877年（明治10年）12月7日 - 1927年（昭和2年）10月4日）は、大日本帝国陸軍の軍人。最終階級は陸軍砲兵大佐。従四位・勲三等。

## 経歴
岐阜県可児郡久々利村（現・可児市）に生まれる。成城学校に進学し、卒業した1895年（明治28年）に陸軍士官学校に入校。1897年（明治30年）に陸軍士官学校（9期）を卒業し、兵庫県淡路島の由良要塞副官などを歴任した。日露戦争には中隊長として従軍。1912年（大正元年）9月、朝鮮半島の永興湾要塞司令官に就任した。
1920年（大正9年）、宇都宮市の第14師団で兵器所長を務める。
軍務中は日曜日や深夜まで書類整理をおこない、参謀本部の検査官から「要塞で斯くまで確実に整理の行き届いた所は他に見ることはなかった」と言われたという。
1922 - 1923年頃に陸軍を退官。晩年は東京巣鴨に居住した。